# Betzendorf
Betzendorf er en kommune i Landkreis Lüneburg i den tyske delstat Niedersachsen, og er en del af Samtgemeinde Amelinghausen.

## Geografi
Betzendorf ligger mellem Naturparkerne Lüneburger Heide og Elbufer Drawehn.

## Inddeling
I kommunen ligger landsbyerne:
- Betzendorf
- Drögennindorf
- Glüsingen
- Tellmer